# Viola hallieri
Viola hallieri är en violväxtart som beskrevs av Borb.. Viola hallieri ingår i släktet violer, och familjen violväxter. Inga underarter finns listade i Catalogue of Life.